# Награды Русского географического общества
Система награждений Русского географического общества включает в себя ряд медалей разного достоинства (большие золотые медали, именные золотые медали, малые золотые, серебряные и бронзовые медали); различные премии; почётные отзывы и дипломы. В период с 1930 по 1945 годы награждения не проводились.

## Современные награды РГО
Наименование наград, порядок и условия их присуждения, а также порядок их вручения определяются Положением о наградах Общества,.
- Медали
  - Константиновская медаль (с 1924 по 1929 годы называлась «Высшая награда общества»).
  - Большая золотая медаль за ученые труды.
  - Большая серебряная медаль.
  - Золотая медаль имени Ф. П. Литке.
  - Золотая медаль имени П. П. Семёнова.
  - Золотая медаль имени Н. М. Пржевальского.
  - Золотая медаль имени И. П. Бородина.
  - Золотая медаль имени А. Ф. Трёшникова.
  - Золотая медаль имени Н. Н. Миклухо-Маклая.
  - Золотая медаль имени Ю. А. Сенкевича.
  - Малая золотая медаль.
  - Малая серебряная медаль.
  - Малая бронзовая медаль.
- Премии
  - Премия Русского географического общества.
  - Премия имени С. И. Дежнёва.
- Почетные дипломы
- Почетные грамоты
- Именные стипендии
- Благодарности

## Исторические награды РГО
- Медали
  - Большая золотая медаль Отделений Этнографии и Статистики (1879—1930)[4].
  - Серебряная медаль имени Н. М. Пржевальского (1895—1930)[4].
  - Серебряная медаль имени П. П. Семёнова[4].
- Премии
  - Денежная премия (1856—1863)[4].
  - Премия имени Н. М. Пржевальского (1891—...)[4]
  - Премия Тилло
  - Учрежденная Коммерции-советником Жуковым премия: За статистические труды (1847—1861)[4].
- Почётные отзывы